# Pretty Ugly
Pretty Ugly är en låt av svenska sångerskan Zara Larsson. Den släpptes den 25 april 2025, som ledande singel från hennes kommande femte studioalbum av Sommer House och Epic Records. Låten kombinerar energisk popproduktion med kommentarer om femininitet och självuttryck.